# ツーハンマン
『ツーハンマン』は、2002年7月5日から同年9月20日までテレビ朝日系「金曜ナイトドラマ」枠にて放送されたドラマ作品のタイトル、およびそれに登場する覆面プレゼンテーターの名前。
『通販マン』と誤記される事も多い。

## 概要
生放送による商品プレゼンテーションを売り物とする大手通販企業、パラダイスコーポレーションを舞台に、仮面を付けた謎の通販プレゼンテーター・ツーハンマンの活躍を描く。
毎回キャストの一人に焦点が当てられ、彼らに振りかかるトラブルや悩み事に、ツーハンマンが新商品の口上の中でアドバイスを送り、問題を解決に導いていく。
また、シリーズ全体を通しては主人公のジミーとトッププレゼンテーターのユカリン、そしてツーハンマン（実はジミー）とのふしぎな三角関係の行方が描かれる。
深夜枠らしいユニークな設定、ツーハンマンの名口上、草刈正雄のはじけた演技などが本作の特色である。全11話。

## 登場人物・キャスト
山田 誠 27歳
演 - 中村俊介
本作の主人公。パラダイスコーポレーションの苦情処理課に勤める目立たない地味な青年で、社内でのあだ名はジミー。本来はプレゼンテーションに関わりは無いが、ある時から怪傑ゾロのような仮面で顔を隠しツーハンマンと名乗って番組に乱入、人の心を掴む口上で商品を売りまくる事に。好物はそうめん。
立木 結花 28歳
演 - 川原亜矢子
本作のヒロイン。パラダイスコーポレーションの通販番組「shoppingパラダイス」では「ユカリン立木」の名前で出演するショッピング・クイーン。ジミーの憧れの女性だが社長と社内不倫中。そのことをたまたまジミーに知られてしまい、よりによってジミーを不倫の隠蔽工作に協力させる。ツーハンマン（実はジミー）に対しては淡い恋心を抱くとともにNo.1プレゼンテーターという自分のポジションを脅かす存在として敵視気味。
マイケル寺岡 52歳
演 - 草刈正雄
パラダイスコーポレーションのやり手社長。本名は寺岡優介。入り婿で妻の麗子も愛しているが現在ユカリンと社内不倫中。ひょんなことでその秘密をジミーに知られてしまったが、「実はツーハンマン」というジミーの秘密を知る社内唯一の人物でもある。ジミー（ツーハンマン）の才能を見抜き、毎回新商品をジミーに届けてはプレゼンをさせる。
寺岡 麗子 40歳
演 - 真矢みき
パラダイスコーポレーション社長夫人にしてパラダイスコーポレーションの筆頭株主。また社長に負けないバイタリティの持ち主でもある。夫の浮気を疑い続けている。ツーハンマンのファン。社長の海外出張中はレイラ寺岡としてMCを務めた。
金子 幸彦 24歳
演 - 小橋賢児
苦情処理課の後輩。誠実なジミーとは正反対のチャラ男くん。面倒な事はジミーに押し付け要領よく立ち回っている。
森本 邦子 22歳
演 - しらたひさこ
苦情処理課の後輩。秘かにジミーを慕っている。
相沢 宗男 53歳
演 - 二瓶鮫一
苦情処理課課長。ジミーの直接の上司。年頃の娘の行動が気になる中間管理職。
山田 澄江 58歳
演 - 草村礼子
ジミーの母。ジミーにはテキ屋だった父親のようにならず、地味に目立たず生きてほしいと願っている。プレゼン前のジミーとの夕食での会話が、ツーハンマンの口上につながっていく。
マッチョ松本 31歳
演 - 菊池均也
パラダイスコーポレーションのプレゼンテーター。フィットネス商品担当。厚塗り日焼けメイクだが実は肌が弱い。実家は宮城で牧場経営。
アリー藤野 21歳
演 - ベッキー
パラダイスコーポレーションのプレゼンテーター。コスメ系商品担当の通称「コスメの女王」。帰国子女を装っているが実は茨城の元ヤン。
グラディス菅原 33歳
演 - 鈴木砂羽
パラダイスコーポレーションのプレゼンテーター。主婦向けの家庭用品担当だが当人は現在独身（小二の子持ち）。AD平林と交際中。
ツボマン桑原 35歳
演 - 田口浩正
パラダイスコーポレーションのプレゼンテーター。健康グッズ担当。千葉（富津）の老人ホームにいる母と絶縁中。
原田 修一 37歳
演 - 橋本さとし
通販番組「shoppingパラダイス」の敏腕ディレクター。自他共に認める不良中年だが、バツイチで高校生の娘がいる。
大谷 洋子 29歳
演 - 牛尾田恭代
通販番組「shoppingパラダイス」のサブ・ディレクター。
平林 健 23歳
演 - 玉木宏
通販番組「shoppingパラダイス」のAD。
ナレーション
演 - キートン山田、ケイ・グラント

## スタッフ
- 脚本 - 鈴木聡 (脚本家)
- 音楽 - 本多俊之
- 演出 - 土方政人（第1・2・6・10・11話）、松田秀知（第3・4・7・8話）、杉山登（第5・9話）
- 演出補佐 -根本和政、田澤裕一、寺西里世、高橋健太郎
- CGタイトル -岩下みどり
- プロデューサー -黒田徹也（テレビ朝日）、杉山登（テレビ朝日）、船津浩一、鈴木伸太郎
- チーフプロデュース - 黒田徹也（テレビ朝日）
- プロデューサー補佐 -大久保なみ、大川武宏、永井麗子
- 制作 - テレビ朝日、共同テレビ

## 主題歌
「Sweat」
作詞・作曲 - 武井康朋、編曲・歌 - ブロッサム

## サブタイトル
1. 売るのは愛だ（2002年7月5日）
2. 恋人のフリします（2002年7月12日）
3. 安眠枕で親子救う（2002年7月26日）
4. スキャンダル発覚（2002年8月2日）
5. 社内恋愛のススメ（2002年8月9日）
6. 競争に疲れた君へ（2002年8月16日）
7. 突然のキス（2002年8月23日）
8. 大トロを盗んだ男（2002年8月30日）
9. 恋はしゃぶしゃぶ（2002年9月6日）
10. 全部バレちゃった（2002年9月13日）
11. 完全燃焼な告白（2002年9月20日）

| テレビ朝日系 金曜ナイトドラマ                | テレビ朝日系 金曜ナイトドラマ         | テレビ朝日系 金曜ナイトドラマ            |
| 前番組                                       | 番組名                                | 次番組                                   |
| -------------------------------------------- | ------------------------------------- | ---------------------------------------- |
| 九龍で会いましょう （2002.4.12 - 2002.6.28） | ツーハンマン （2002.7.5 - 2002.9.20） | イヴのすべて （2002.10.11 - 2002.12.13） |